# بایساروو
بایساروو (انگلیسی: Baysarovo) یک شهرک در شهرستان یانائولسکی استان باشقیرستان کشور روسیه است.